# 毀滅倒數計時
《毀滅倒數計時》（英語：Countdown to Zero）是一部在2010年發行的論述類記錄片，描寫在冷戰時期結束後，由於恐怖主義、核武的軍備競賽與擴散、竊盜核能材料與武器、或其他的因素。
本片於2010年7月9日在美國上映。

## 剧情简介
影片通过原子弹之父罗伯特·奥本海默的一篇演讲稿中的三个关键词为线索展开叙述：accident（事故）、miscalculation（犯错）和madness（痛苦）。片中通过列举将要导致核灾难的一系列可能性（恐怖主义袭击、核武器原料遭盗窃、朝鲜、伊朗等流氓政权国家研发核武、引发核战争的世界大战、人为失误等等），表达出了只有销毁全部的核武器人类才能避免毁灭的观点。片中亦有对前苏联领导人戈尔巴乔夫、英国前首相布莱尔的访谈。
此片亦收录了美国纽约、俄罗斯莫斯科、英国伦敦和中国北京四座城市的市民对核武器的看法，而美国、俄罗斯、英国和中国恰恰是拥有毁灭世界的核能力的四个国家。

## 外部連結
- Official Web site （页面存档备份，存于）
- 互联网电影数据库（IMDb）上《Countdown to Zero》的资料（英文）